# Frederick Moloney
Pour les articles homonymes, voir Moloney.
Frederick Graham « Fred » Moloney (né le 4 août 1882 à Ottawa et décédé le 24 décembre 1941 à Chicago) est un athlète américain spécialiste du sprint. Son club était le Chicago Maroons.

## Biographie

### Palmarès
| Date | Compétition           | Lieu  | Résultat | Épreuve     | Performance |
| ---- | --------------------- | ----- | -------- | ----------- | ----------- |
| 1900 | Jeux olympiques d'été | Paris | 3e       | 110 m haies | 15 s 9      |

### Records
| Épreuve          | Performance | Date |
| ---------------- | ----------- | ---- |
| 110 mètres haies | 15 s 4      | 1900 |